# Tifón Mawar
El tifón Mawar, conocido en Filipinas como el supertifón Betty (designación internacional: 2302, designación JTWC: 02W), fue el ciclón tropical más fuerte registrado en el hemisferio norte en el mes de mayo y el ciclón tropical más fuerte del mundo en 2023. La segunda tormenta nombrada y el primer tifón de la temporada de tifones del Pacífico de 2023, se originó en un área de baja presión al sur-suroeste de la laguna Chuuk que se convirtió en una depresión tropical el 19 de mayo de 2023. Fluctuó en intensidad y se convirtió en una tormenta tropical. después de lo cual se intensificó hasta convertirse en un supertifón equivalente a la categoría 4 en la escala de huracanes de Saffir-Simpson (EHSS). Luego se sometió a un ciclo de reemplazo de la pared del ojo, luego se reintensificó para alcanzar vientos sostenidos de 295 km/h (185 mph) de 1 minuto según el, convirtiéndose en un súpertifón categoría 5. Mawar se debilitó levemente a medida que avanzaba por el borde suroeste de la zona alta subtropical que lo hizo dirigirse al norte de Filipinas y luego al este de Taiwán. Mawar atravesó las isla Okinawa como una tormenta tropical, luego hizo la transición a un ciclón extratropical a medida que avanzaba hacia el noreste hacia el mar y se disipaba al este de la península de Kamchatka.
El tifón Mawar pasó al norte de Guam como un tifón equivalente a la categoría 4 el 24 de mayo, trayendo vientos huracanados y fuertes lluvias que marcaron como la tormenta más fuerte que ha afectado a la isla desde el tifón Pongsona en 2002. El presidente de los Estados Unidos, Joe Biden, declaró a Guam como zona de desastre mayor el 27 de mayo, lo que permitió la distribución de fondos federales. Se presume que dos hombres están muertos después de desaparecer en las aguas de Guam; además, se ha informado de una muerte relacionada con la tormenta en Taiwán. Mawar causó una muerte, una herida leve y daños por valor de ₱93,696 (US$1,802) cuando pasó cerca del este de Filipinas. Las fuertes lluvias en partes de Japón mataron a una persona y dejaron a dos personas desaparecidas. Al menos 8.900 hogares sufrieron cortes de energía en Japón.

## Historia meteorológica

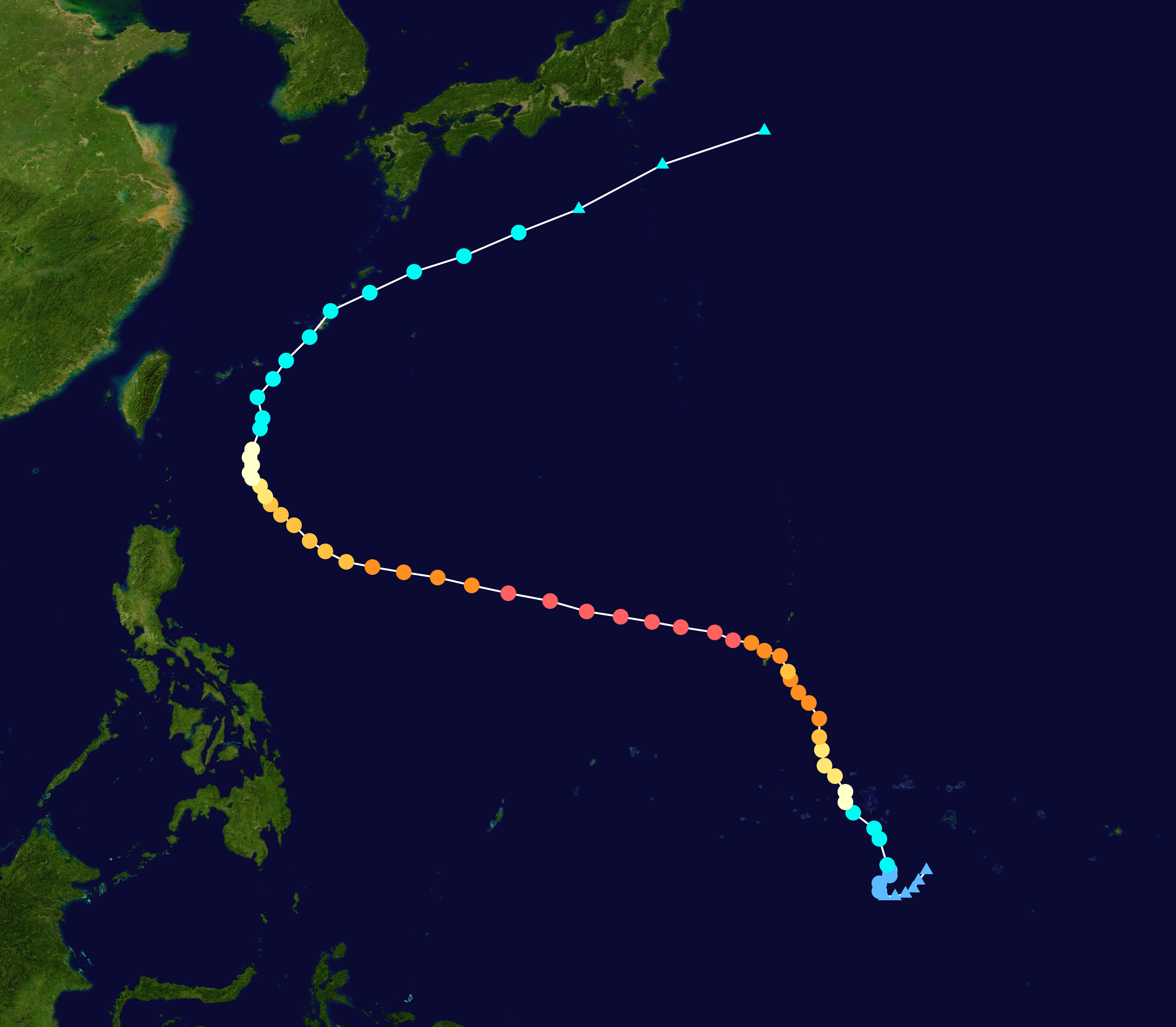
Mapa que traza la trayectoria y la intensidad de la tormenta, de acuerdo con la escala de huracanes de Saffir-Simpson